# Modulador alostérico
Um modulador alostérico é, em  bioquímica e farmacologia, uma substância capaz de modular o efeito de um  ligante ortostérico, ex: um agonista ou um agonista inverso em uma proteína alvo, ligando-se a um sítio diferente. Moduladores alostéricos se ligam em um sítio de ligação diferente (alostérico) que o sítio de ligação do agonista (ortostérico). Eles causam uma modificação conformacional do receptor, através da qual  a afinidade do receptor pelo ligante ortostérico ou a atividade do receptor é modulada. Os moduladores alostéricos positivos (MAPs) reforçam a sinalização, enquanto os modulatores alostéricos negativos (NAMs) levam ao enfraquecimento da ação de uma agonista ou de um agonista inverso sem apresentar ele mesmo um efeito (agonista ou agonista inverso). Há também substâncias que utilizam sítios alostéricos, mas são funcionalmente neutras. Um exemplo de modulador alostérico bem conhecido são os benzodiazepínicos, que elevam a atividade do receptor de GABA.
Os moduladores alostéricos diferem-se dos agonistas alostéricos,que são capazes de ativar o receptor mesmo na ausência de ligante ortostérico. Além disso, há moduladores alostéricos atrás, que atuam tanto como agonistas alostéricos (ativadores), bem como moduladores alostéricos.
Na literatura em inglês os termos on-target  e off-target allosterism são usados para indicar a localização da ligação, indicando se um modulador se liga à mesma proteína que o ligante ortostérico ou se liga a uma proteína parceira, como ocorre no caso dos  oligômeros de GPCR .